# دانشگاه ایالتی فلوریدا

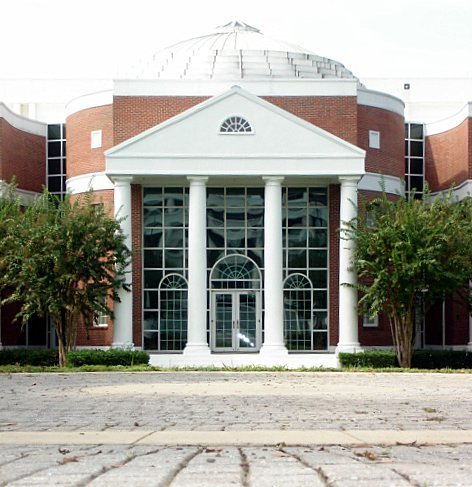
دانشکده حقوق

دانشگاه ایالتی فلوریدا (به انگلیسی: Florida State University) یک دانشگاه تحقیقاتی دولتی در شهر تالاهاسی واقع در ایالت فلوریدا آمریکا است که در سال ۱۸۵۱ میلادی تأسیس شده‌است.

## نگارخانه

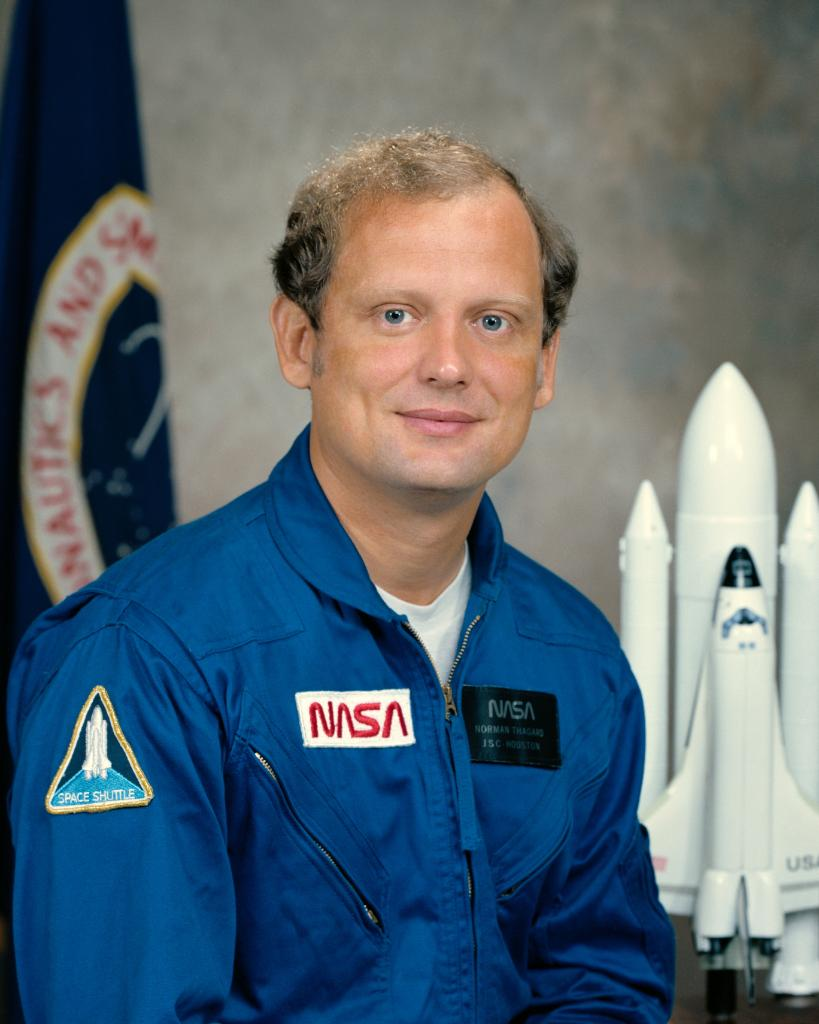
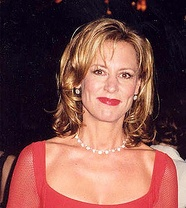
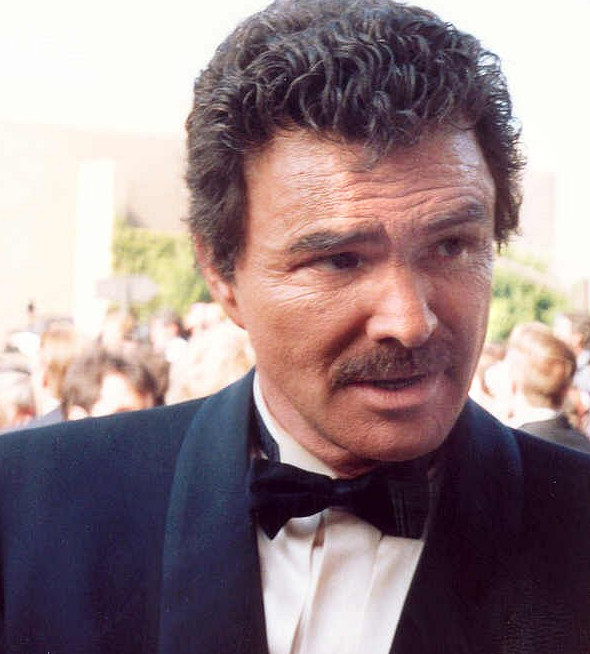
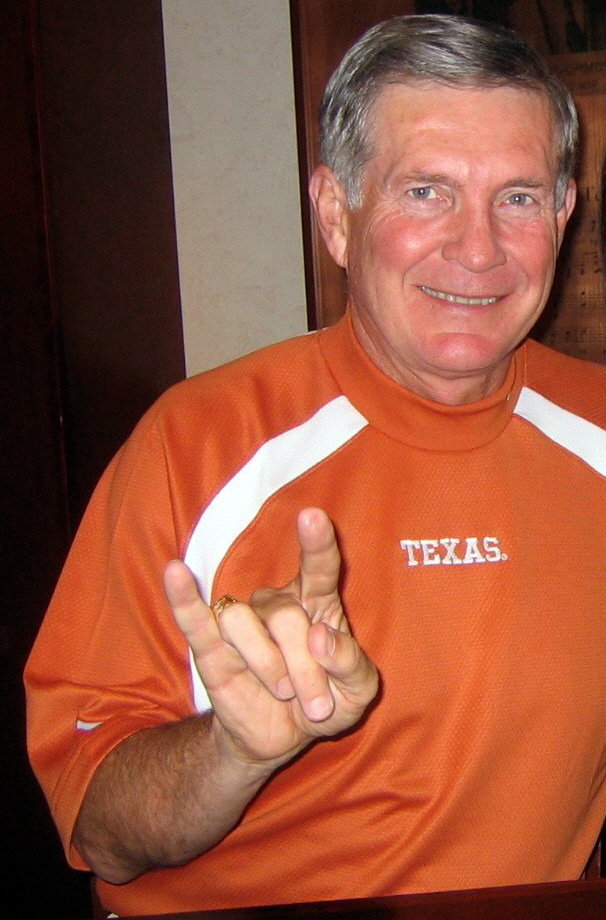
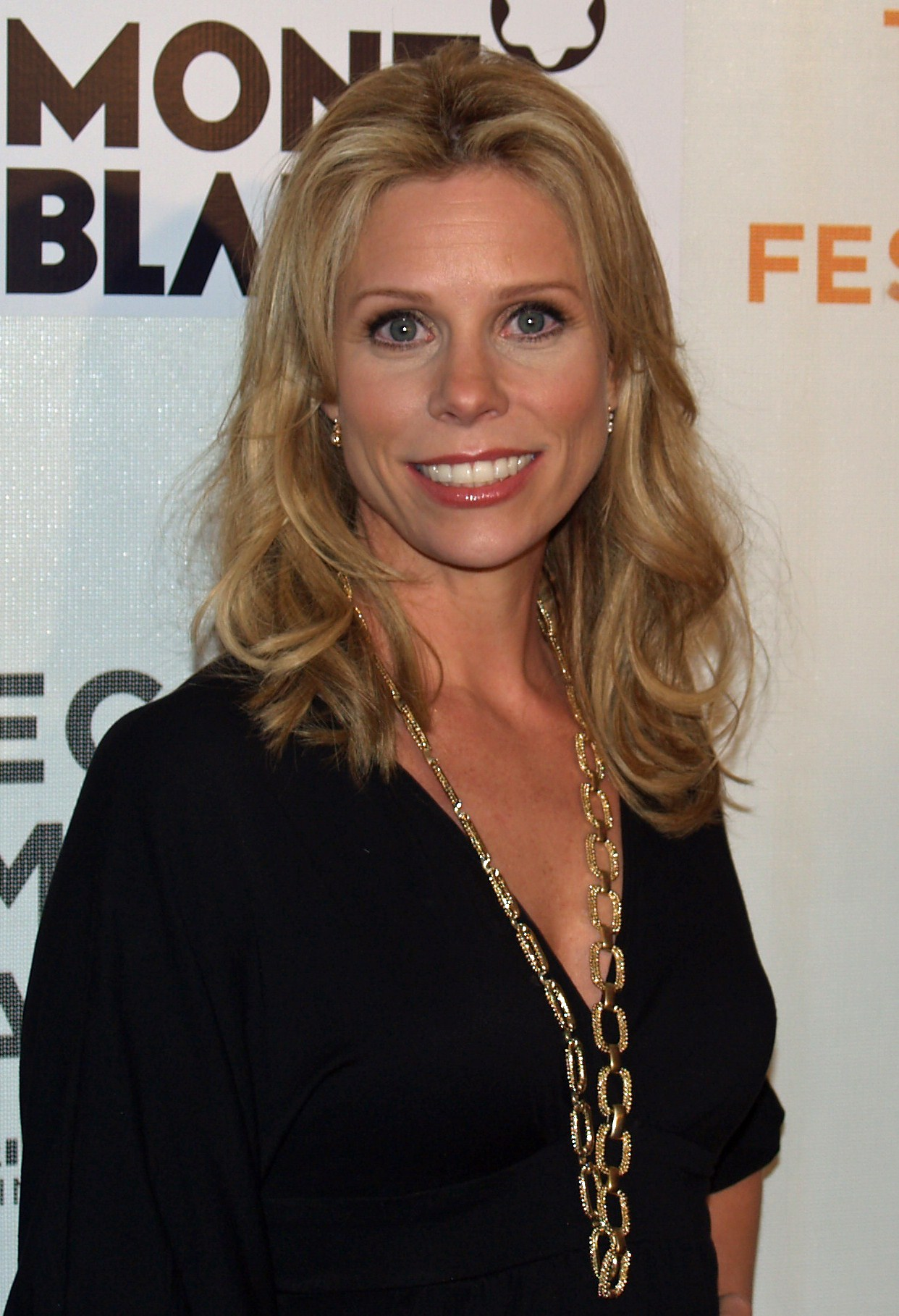
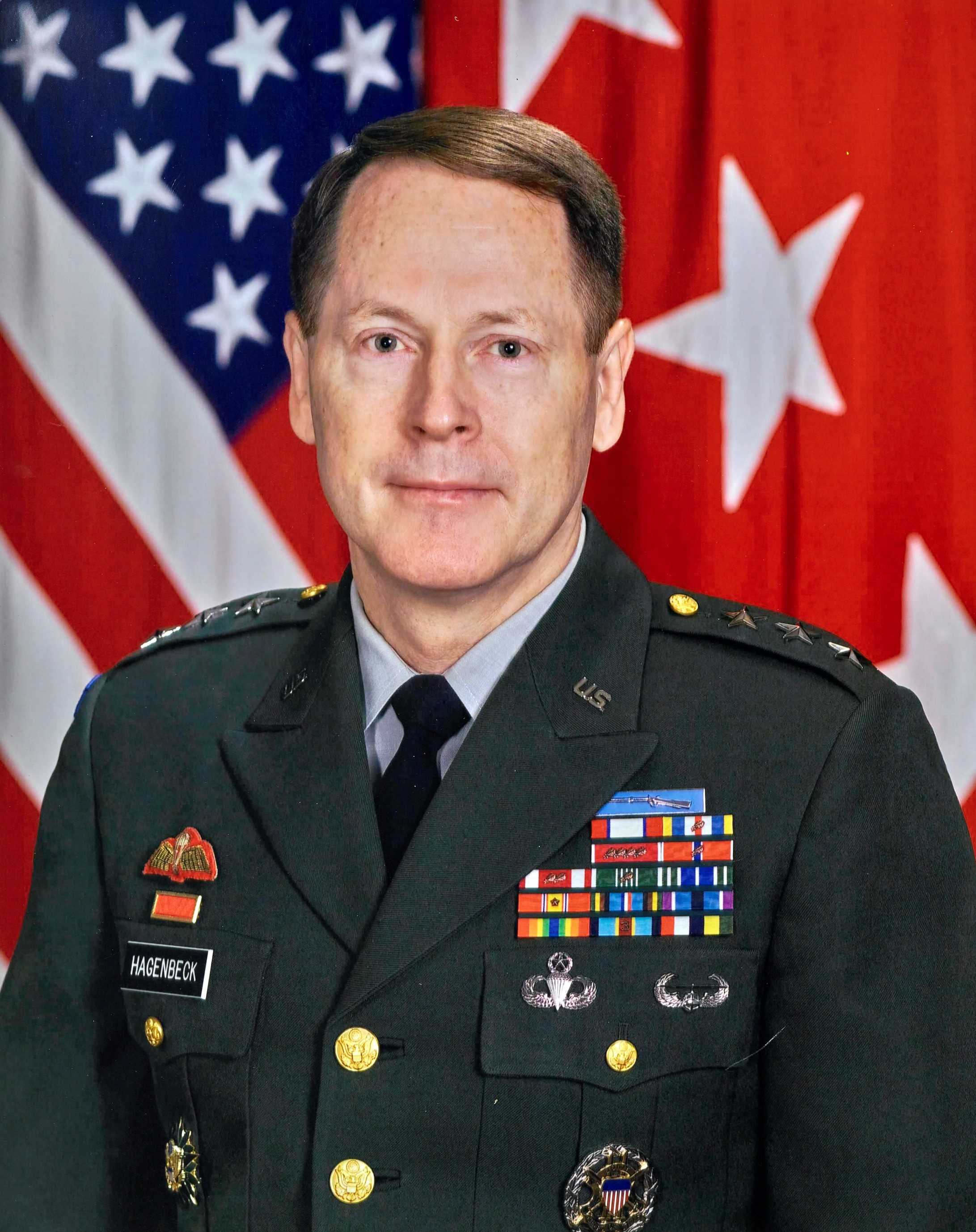
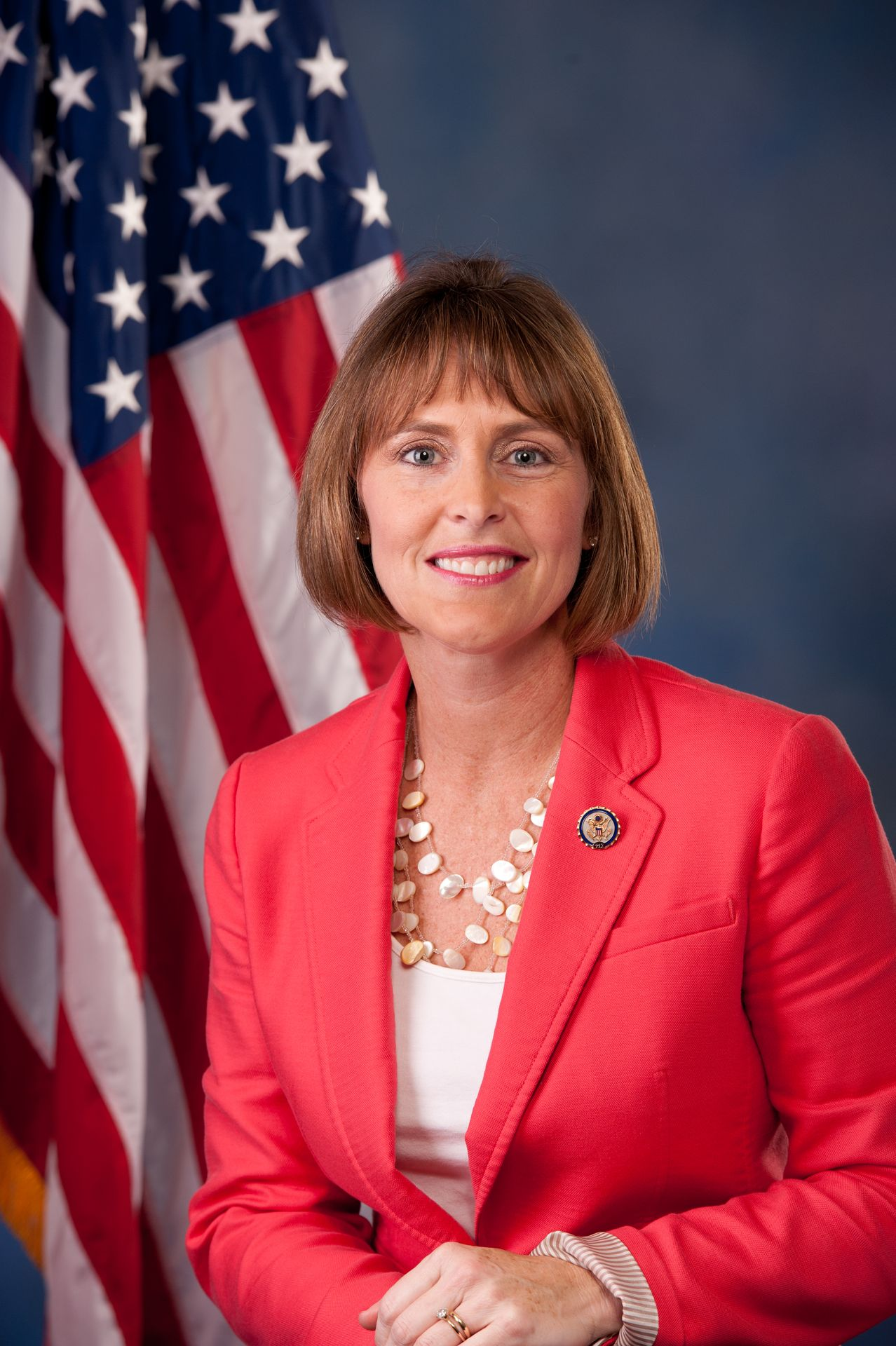
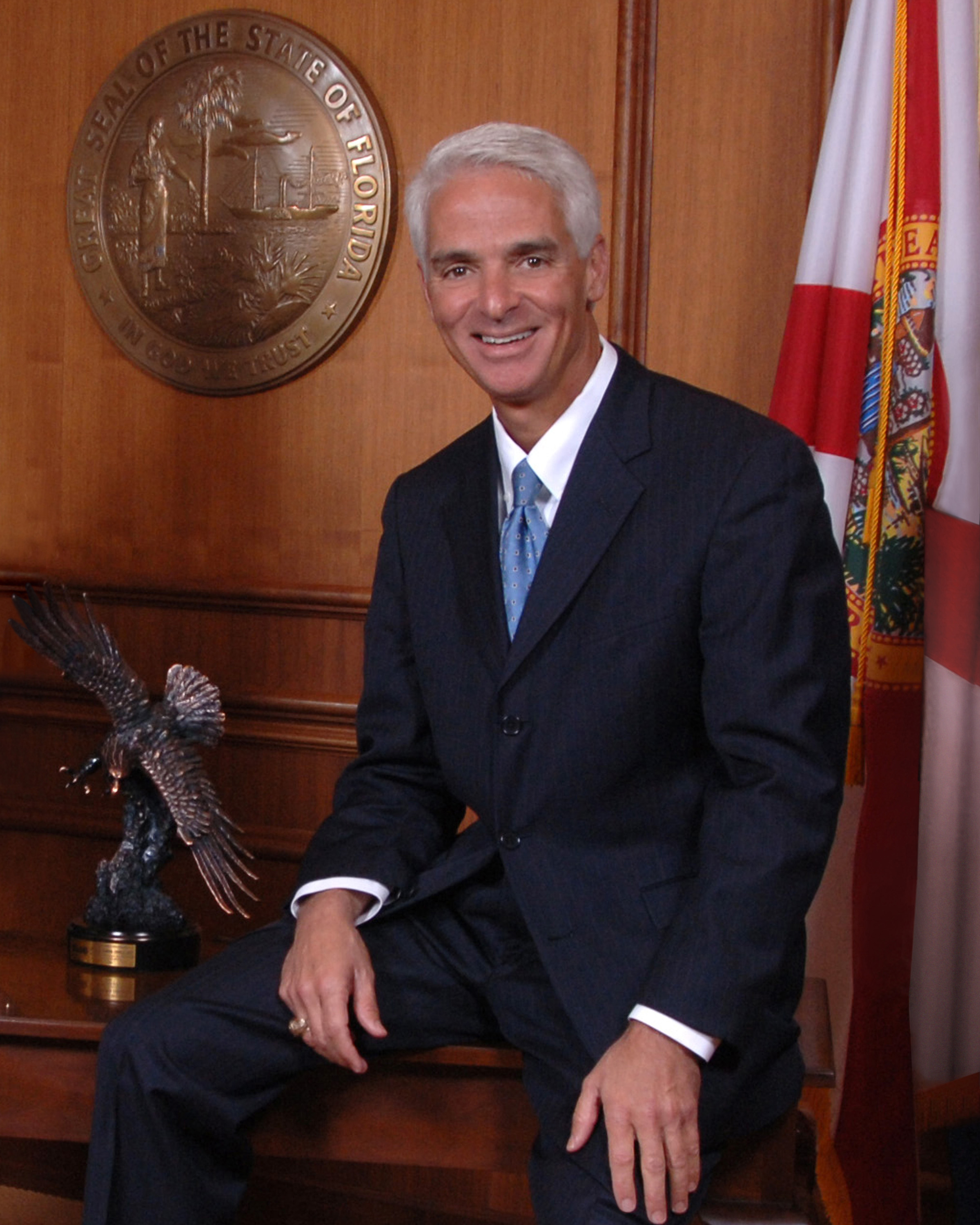
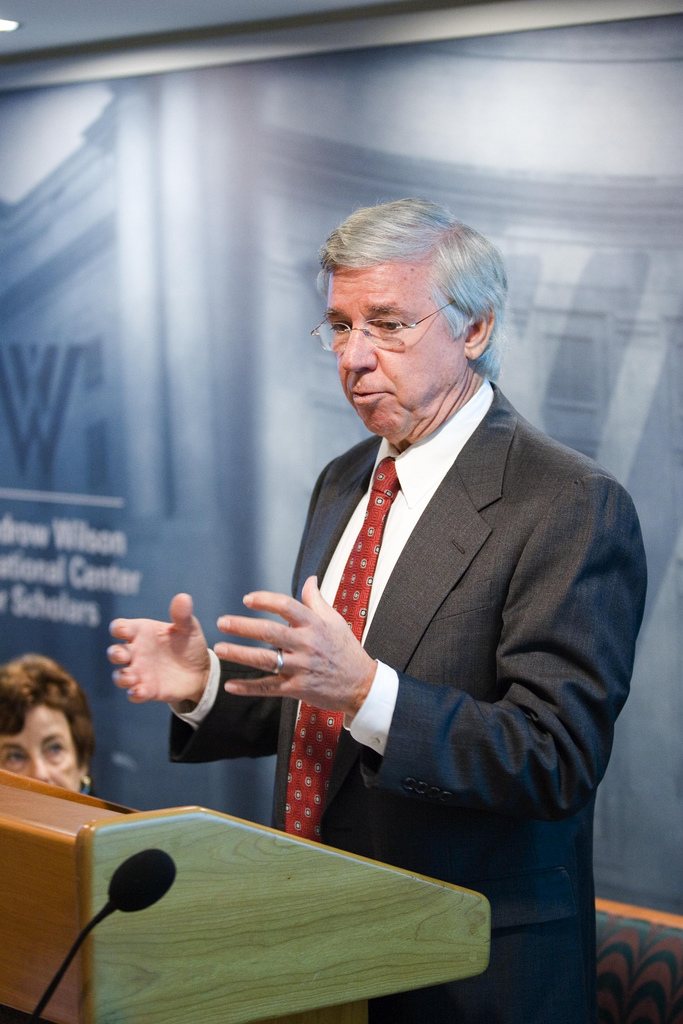
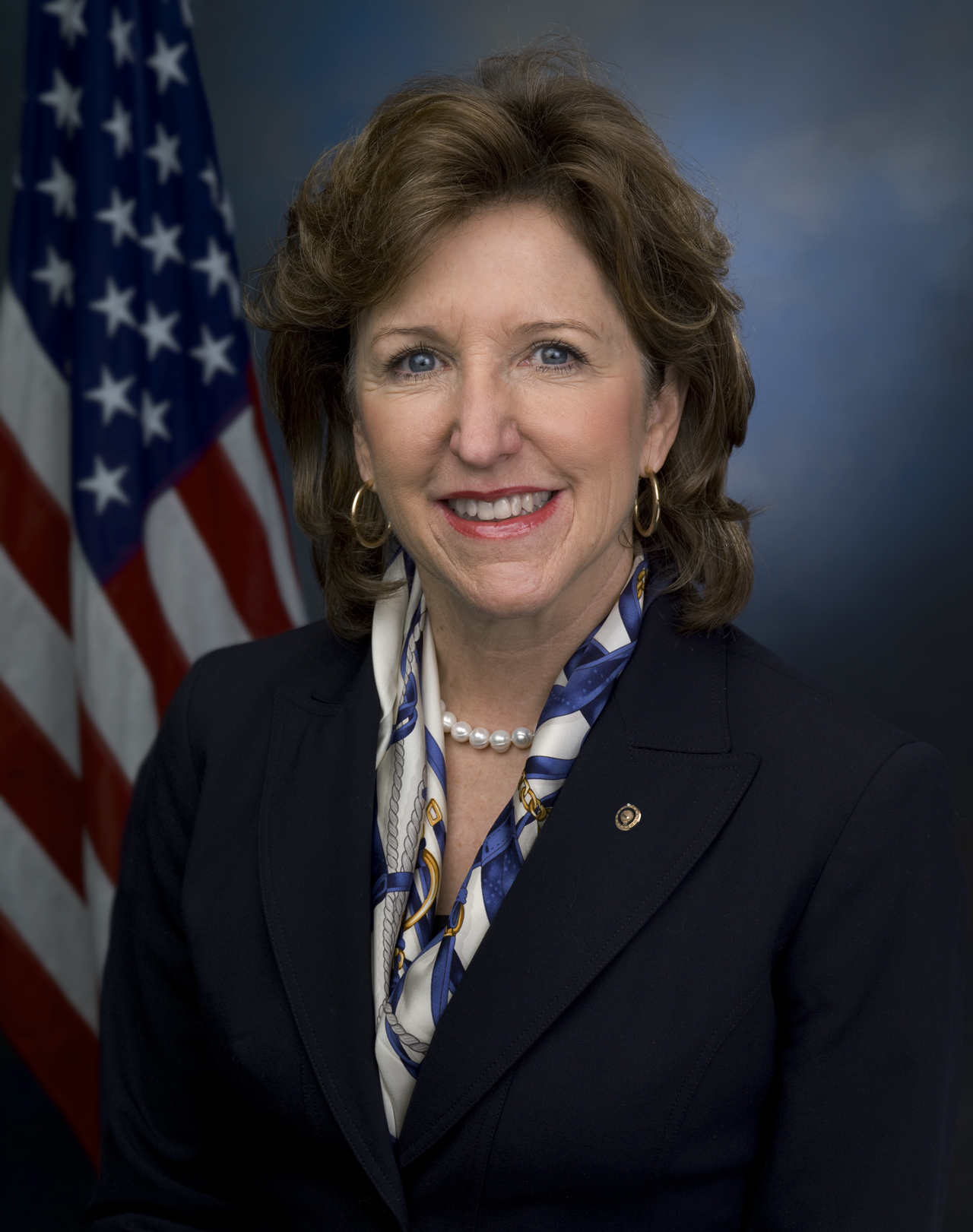
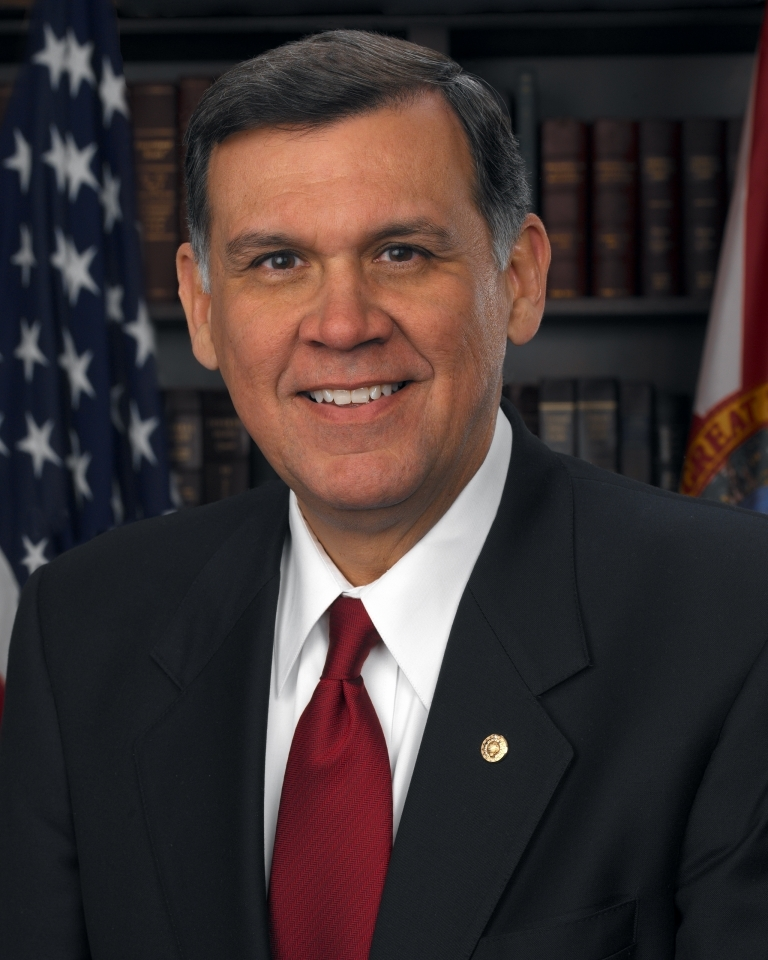
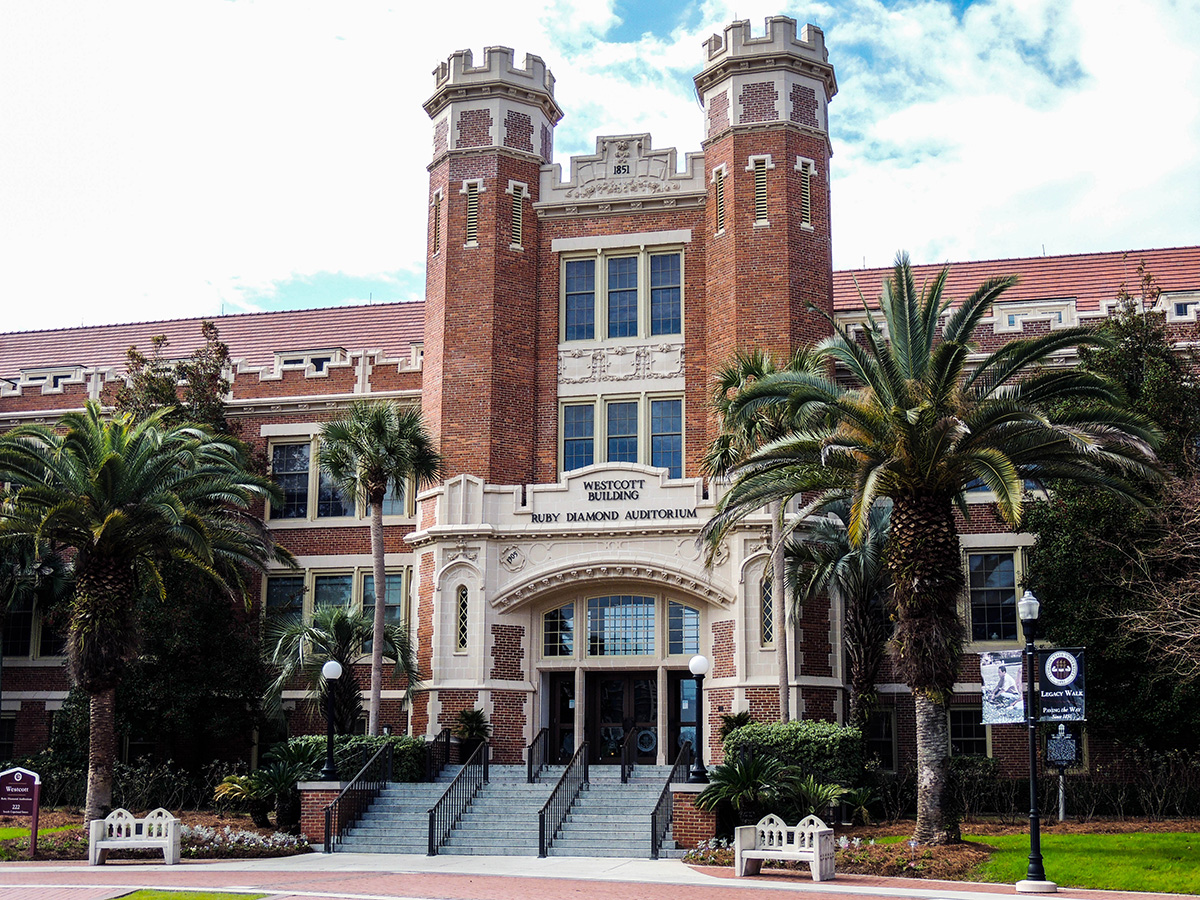